# آب‌انبارهای زردگ
آب انبارهای زردگ مربوط به دوره صفوی - دوره پهلوی است و در شهرستان اردکان، بخش مرکزی، محله زردگ واقع شده و این اثر در تاریخ ۱۸ اسفند ۱۳۸۷ با شمارهٔ ثبت ۲۵۰۹۰ به‌عنوان یکی از آثار ملی ایران به ثبت رسیده است.